# Brasile ai Giochi della VII Olimpiade
Il Brasile come prima apparizione ufficiale, ha partecipato ai Giochi della VII Olimpiade di Anversa, svoltisi dal 14 agosto al 30 agosto 1920, con una delegazione di 16 atleti tutti uomini. Ha conquistato le sue prime tre medaglie olimpiche (oro, argento e bronzo) tutte nel Tiro a segno.

## Medaglie
| Medaglia | Atleta                                                                             | Sport | Evento                       |
| -------- | ---------------------------------------------------------------------------------- | ----- | ---------------------------- |
| Oro      | Guilherme Paraense                                                                 | Tiro  | Pistola militare 30m         |
| Argento  | Afrânio da Costa                                                                   | Tiro  | Pistola libera 50m           |
| Bronzo   | Afrânio da Costa Sebastião Wolf Dario Barbosa Fernando Soledade Guilherme Paraense | Tiro  | Pistola libera 50m a squadre |

### Medaglie per disciplina
| Sport | Oro | Argento | Bronzo | Totale |
| ----- | --- | ------- | ------ | ------ |
| Tiro  | 1   | 1       | 1      | 3      |

## Risultati

### Canottaggio
| Evento      | Atleta                                                                          | Batterie | Batterie   | Finale          | Finale          |
| Evento      | Atleta                                                                          | Tempo    | Classifica | Tempo           | Classifica      |
| ----------- | ------------------------------------------------------------------------------- | -------- | ---------- | --------------- | --------------- |
| Quattro Con | Guilherme Lorena João Jório Alcides Veira Abrahão Saliture Ernesto Flores Filho | 7:25.4   | 2°         | Non Qualificato | Non Qualificato |

### Nuoto
| Evento            | Atleta           | Batterie     | Batterie   | Finale          | Finale          |
| Evento            | Atleta           | Tempo        | Classifica | Tempo           | Classifica      |
| ----------------- | ---------------- | ------------ | ---------- | --------------- | --------------- |
| 100m stile libero | Ângelo Gammaro   | 1:22.0       | 3°         | Non Qualificato | Non Qualificato |
| 100m stile libero | Orlando Amêndola | Non rilevato | 6°         | Non Qualificato | Non Qualificato |

### Pallanuoto
| Atleta | Classifica                                                                           |                    |
| --- | ------------------------------------------------------------------------------------ | ------------------ |
| V · D · M Nazionale maschile brasiliana di pallanuoto · Giochi olimpici - Anversa 1920 Amêndola · Mangangá · Chocolate · Gammaro · Jório · Paiva · Saliture · Leite · CT : - | 6°                                                                                   |                    |
| Nazionale maschile brasiliana di pallanuoto · Giochi olimpici - Anversa 1920                                                                                                 |                                                                                      |                    |
| Amêndola · Mangangá · Chocolate · Gammaro · Jório · Paiva · Saliture · Leite · CT: -                                                                                         | Amêndola · Mangangá · Chocolate · Gammaro · Jório · Paiva · Saliture · Leite · CT: - | Brasile (bandiera) |

### Tiro a segno
| Evento                         | Atleta                                                                             | Punti | Classifica |
| ------------------------------ | ---------------------------------------------------------------------------------- | ----- | ---------- |
| Pistola militare 30m           | Guilherme Parãense                                                                 | 274   |            |
| Pistola militare 30m a squadre | Guilherme Parãense Afrânio da Costa Sebastião Wolf Dario Barbosa Fernando Soledade | 1,261 | 4°         |
| Pistola libera 50m             | Afrânio da Costa                                                                   | 489   |            |
| Pistola libera 50m             | Guilherme Parãense                                                                 | 456   | 14°        |
| Pistola libera 50m             | Sebastião Wolf                                                                     | 454   | 15°        |
| Pistola libera 50m             | Dario Barbosa                                                                      | 441   | 23°        |
| Pistola libera 50m             | Fernando Soledade                                                                  | 424   | 26°        |
| Pistola libera 50m a squadre   | Afrânio da Costa Guilherme Parãense Sebastião Wolf Dario Barbosa Fernando Soledade | 2,264 |            |

### Tuffi
Maschile
| Evento                    | Atleta          | Qualificazioni | Qualificazioni | Finale          | Finale          |
| Evento                    | Atleta          | Punti          | Classifica     | Punti           | Classifica      |
| ------------------------- | --------------- | -------------- | -------------- | --------------- | --------------- |
| Trampolino 3m             | Adolfo Wellisch | 522.85         | 4°             | Non Qualificato | Non Qualificato |
| Piattaforma 10m           | Adolfo Wellisch | 423.80         | 7°             | Non Qualificato | Non Qualificato |
| Piattaforma alta semplice | Adolfo Wellisch | 162.0          | 3°             | 153.0           | 8°              |